# Nak (Ungheria)
Nak  è un comune dell'Ungheria centro-meridionale di 679 abitanti (dati 2001). È situato nella contea di Tolna.